# Battaglia di Hanoi (1882)
La battaglia di Hanoi del 25 aprile 1882 fu un episodio della campagna del Tonchino. Vide lo scontro tra truppe francesi, al comando di Henri Rivière, e i difensori vietnamiti della cittadella di Hanoi, al comando del governatore generale Hoàng Diệu. La cittadella cadde dopo poche ore di battaglia e Hoàng Diệu si suicidò.

## Contesto
Secondo il Trattato di Saigon del 1874, i francesi erano autorizzati a stanziare una guarnigione di 100 uomini a Đồn Thủy, una concessione francese sulla riva meridionale del Fiume Rosso a 5 km dalla cittadella di Hanoi. Le relazioni tra i vietnamiti e i francesi furono sempre tese. I funzionari vietnamiti ritenevano che i francesi non avessero alcuna valida ragione per mantenere una guarnigione nel Tonchino, se non quella di avere un avamposto per una futura invasione.
Nel 1880 Tự Đức, re del Đại Nam (l'attuale Vietnam), nominò governatore di Hà Ninh (corrispondente alle attuali Hanoi, Hà Nam, e Ninh Bình) Hoàng Diệu, che appena giunto ad Hanoi dispose lavori per migliorare le opere di difesa dalla cittadella di Hanoi in previsione di un probabile attacco francese. La cittadella era stata costruita secondo il modello europeo del secolo precedente, sulla base di progetti elaborati dagli ufficiali francesi al servizio del re Gia Long.
Ogni lato della cittadella, lungo circa 1200 metri, era costituito da un terrapieno con l'esterno rivestito da uno spesso strato di mattoni. A difesa vi erano 49 cannoni, tutti in pessimo stato. Fra il 1880 ed il 1882 Hoàng Diệu chiese più volte aiuti per rafforzare le difese, senza ricevere alcuna risposta dalla corte di Huế (capitale del Đại Nam). In questo periodo, infatti, la politica della corte vietnamita era quella di negoziare con i francesi al fine di prevenire una guerra. La corte aveva respinto anche la proposta, avanzata dal governatore del servizio militare del nord-ovest Hoàng Kế Viêm, di inviare truppe per proteggere Hanoi.

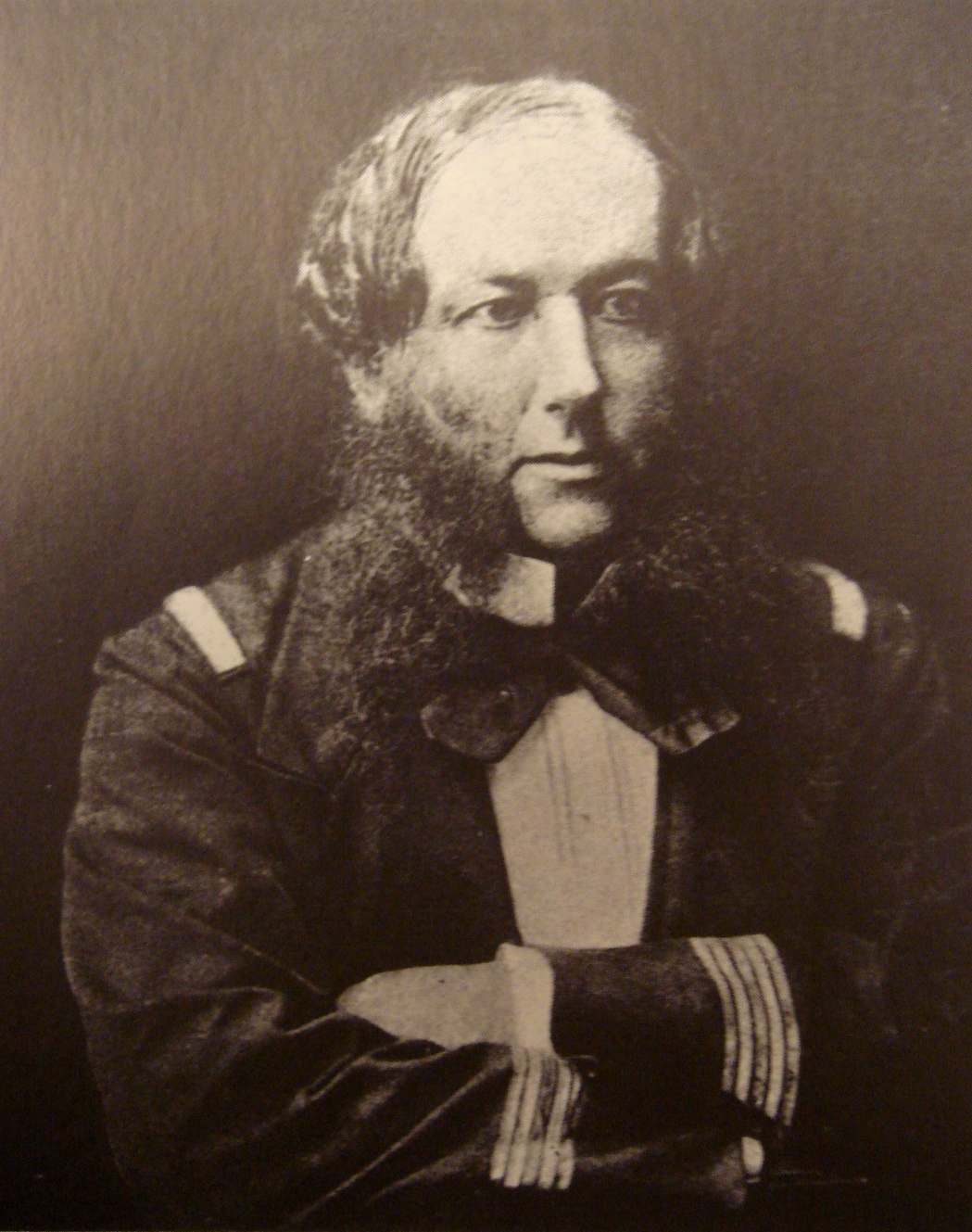
Henri Riviere

Con la motivazione che il Vietnam non stesse rispettando il trattato di Saigon, in quanto aveva intavolato trattative con la Cina e tollerato che le Bandiere nere ostacolassero il traffico commerciale sul Fiume Rosso, il governatore della Cocincina, Charles Le Myre de Vilers, propose di inviare una spedizione nel Tonchino al comando Henri Rivière. L'ammiraglio Bernard Jauréguiberry, sostenitore della politica di conquista del Tonchino e dal 30 gennaio 1882 ministro della marina e delle colonie per la seconda volta, approvò il piano di Le Myre de Vilers. Nelle istruzioni date a Rivière si raccomandava di non fare ricorso alla forza se non in caso di assoluta necessità e di evitare accuratamente lo scontro con le truppe cinesi eventualmente presenti.
Il 25 marzo 1882 (26 marzo, secondo Antonini) Rivière lasciò Saigon con le navi Drac e Parseval. Aveva con sé due compagnie di fanteria di marina, una sezione di artiglieria e un distaccamento di tiratori annamiti. Il 2 aprile 1882 arrivò ad Hải Phòng e il giorno seguente ad Hanoi. Qui si stabilì nella concessione francese di Đồn Thủy, dove erano stanziate due compagnie di fanteria di marina al comando del comandante Berthe de Villers. Rivière trovò che le relazioni tra francesi e i governatori vietnamiti erano difficili se non ostili: al suo arrivo Hoàng Diệu non gli rese visita e i notabili vietnamiti apprestarono subito la difesa della cittadella. La corte di Huế aveva precedentemente inviato dei negoziatori a Saigon, dove si era convenuto convenuto che i notabili del Tonchino instaurassero relazioni amichevoli con i francesi, ma il corriere reale che portava quest'ordine arrivò troppo tardi ad Hanoi.

## La battaglia

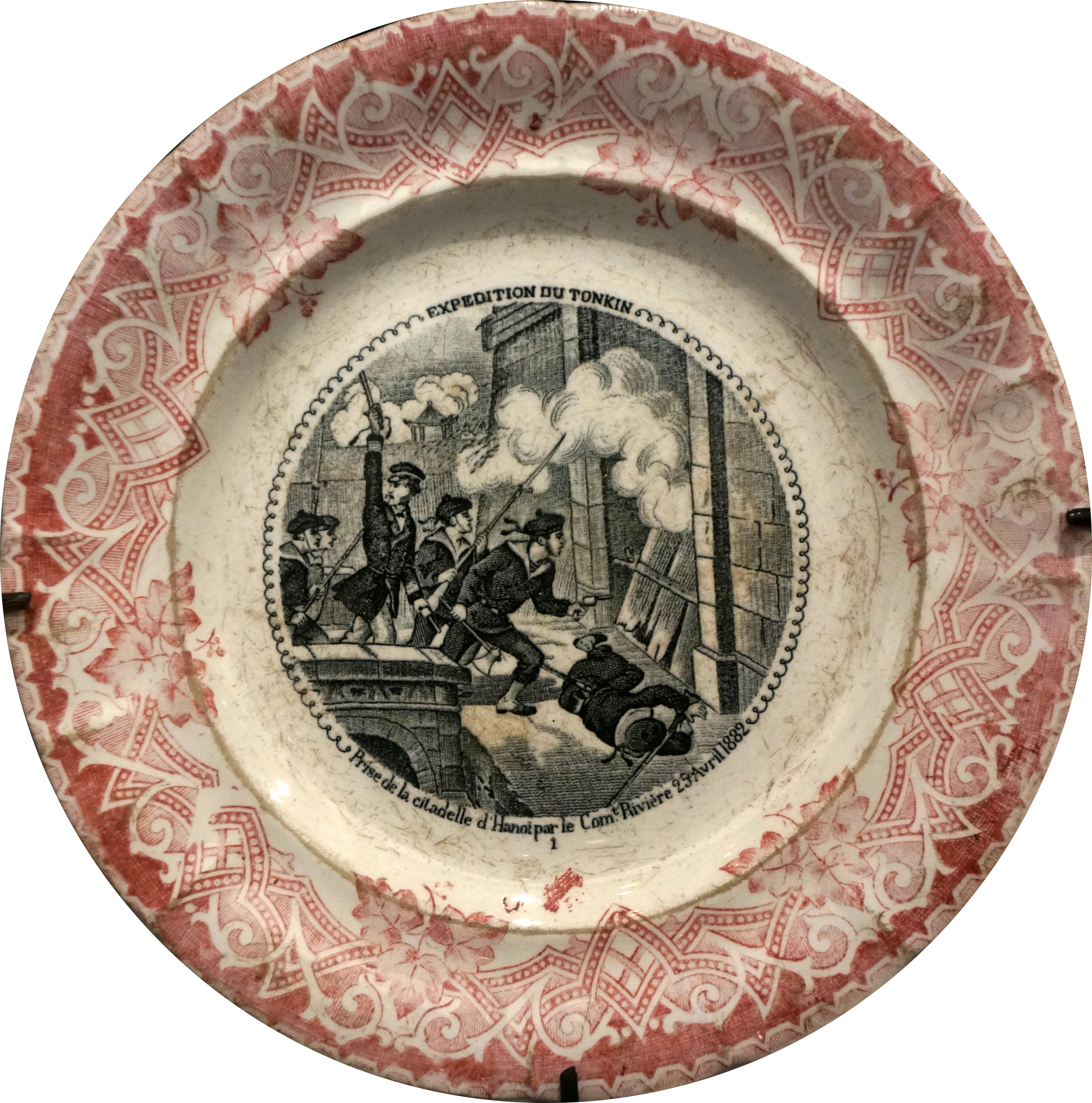
Piatto commemorativo della spedizione del Tonchino e della presa della cittadella di Hanoi da parte del comandante Rivière il 25 aprile 1882, Musée de la Marine

il 25 aprile 1882 Rivière, che disponeva di 450 soldati di fanteria, 13 marinai, 20 tiratori annamiti, 6 cannoni da 40 mm e uno da 160 mm (secondo Rambaud di 450 fanti di marina, 130 marinai, 20 tiratori annamiti e di sette cannoni e tre cannoniere; secondo Bouinais 600 uomini e 3 cannoniere) decise di passare all'offensiva. Alle 5:00 inviò un ultimatum a Hoàng Diệu: le opere per difesa della cittadella dovenano cessare, le truppe dovevano essere disarmate e i notabili vietnamiti dovevano recarsi al suo accapamento entro le 8:00. La fortezza sarebbe stata occupata dai francesi, che l'avrebbero restituita ai vietnamiti dopo averla messa in condizione di non nuocere. Non avendo ricevuto alcuna risposta all'ultimatum, alle 8:15 i francesi iniziarono un bombardamento che terminò alle 10:45. A mezzogiorno al cittadella era nelle mani dei francesi.
I francesi ebbero solo quattro feriti: il maggiore Berthe des Villers e tre soldati. Le truppe vietnamite presenti nella cittadella ebbero 40 morti e 20 feriti; la maggior parte dei difensori si diede alla fuga. Il governatore generale Hoàng Diệu, che era alla difesa della porta nord, cercò di resistere, ma quando l'esercito francese invase la cittadella si impiccò ad un albero. Le forze vietnamite presenti a Phủ Hoài (al comando del generale Hoàng Kế Viêm e del leader delle Bandiere Nere Liu Yongfu) e a Bắc Ninh (al comando di Trương Quang Đản) non ebbero il tempo di intervenire per la difesa della cittadella.

## Conseguenze
Il 27 aprile 1882 la cittadella fu restituita ai vietnamiti e il 29 aprile 1882 le due parti firmarono una convenzione con effetto dal 1º maggio 1882. La guarnigione vietnamita della cittadella non poteva superare i 200 uomini e non poteva essere eseguita alcuna opera di difesa. All'interno della cittadella i francesi mantennero comunque una compagnia, stanziata nella pagoda reale, in posizione dominante. Rivière, che non aveva rispettato le proprie istruzioni, fu coperto da Le Myre de Vilers e venne decorato per la sua azione.